# Rock of Love with Bret Michaels (Temporada 2)
La segunda temporada de Rock of love fue confirmada por Vh1 en octubre del 2007. En 8 de diciembre del 2007. Vh1 comenzó a promocionar la segunda temporada de Rock of love. La serie se estrenó en 13 de enero del 2008.

## Concursantes
Ganadora
1. Ambre Lake
Eliminadas
| Número | Concursante        | Edad | Episodio de salida |
| 1.     | Missie Chancey     | 26   | Episodio 1         |
| 2.     | Ashley Dingess     | 30   | Episodio 1         |
| 3.     | Courtney Van Dusen | 24   | Episodio 1         |
| 4.     | Jackey Migliaccio  | 25   | Episodio 1         |
| 5.     | Erin Martin        | 24   | Episodio 1         |
| 6.     | Niki Kuskey        | 29   | Episodio 2         |
| 7.     | Korei Hutchinson   | 25   | Episodio 2         |
| 8.     | Sara Wilson        | N    | Episodio 2         |
| 9.     | Roxy Collins       | 24   | Episodio 3         |
| 10     | Angelique Morgan   | 28   | Episodio 3         |
| 11     | Aubry Fisher       | 32   | Episodio 4         |
| 12.    | Peyton Turner      | 38   | Episodio 6         |
| 13.    | Catherine Brown    | 45   | Episodio 6         |
| 14.    | Inna Dimitrenko    | 23   | Episodio 7         |
| 15.    | Kristy Joe Muller  | 26   | Episodio 8         |
| 16.    | Megan Hauserman    | 26   | Episodio 9         |
| 17.    | Jessica            | 25   | Episodio 10        |
| 18.    | Destiney Sue Moore | 31   | Episodio 11        |
| 19.    | Daisy De Lahoya    | 25   | Episodio 13        |

## Orden De Eliminación
| #  | Concursante | Episodio 1 | Episodio 2 | Episodio 3 | Episodio 4 | Episodio 5 | Episodio 6 | Episodio 7 | Episodio 8 | Episodio 9 | Episodio 10 | Episodio 11 | Episodio 13 |
| -- | ----------- | ---------- | ---------- | ---------- | ---------- | ---------- | ---------- | ---------- | ---------- | ---------- | ----------- | ----------- | ----------- |
| 1  | Ambre       | Megan      | Inna       | Destiney   | Daisy      | Ambre      | Jessica    | Ambre      | Ambre      | Ambre      | Daisy       | Ambre       | Ambre       |
| 2  | Angelique   | Daisy      | Peyton     | Daisy      | Ambre      | Destiney   | Ambre      | Destiney   | Daisy      | Destiney   | Ambre       | Daisy       | Daisy       |
| 3  | Ashley      | Destiney   | Ambre      | Inna       | Peyton     | Kristy Joe | Daisy      | Jessica    | Jessica    | Daisy      | Destiney    | Destiney    |             |
| 4  | Aubry       | Aubry      | Destiney   | Aubry      | Inna       | Megan      | Megan      | Megan      | Destiney   | Jessica    | Jessica     |             |             |
| 5  | Catherine   | Peyton     | Megan      | Peyton     | Catherine  | Inna       | Destiney   | Daisy      | Megan      | Megan      |             |             |             |
| 6  | Courtney    | Inna       | Daisy      | Catherine  | Jessica    | jessica    | Kristy Joe | Kristy Joe | Kristy Joe |            |             |             |             |
| 7  | Daisy       | Roxy       | Roxy       | Ambre      | Destiney   | Catherine  | Inna       | Inna       |            |            |             |             |             |
| 8  | Destiney    | Korie      | Jessica    | Megan      | Megan      | Peyton     | Peyton     |            |            |            |             |             |             |
| 9  | Erin        | Jessica    | Kristy Joe | Jessica    | Kristy Joe | Daisy      | Catherine  |            |            |            |             |             |             |
| 10 | Inna        | Sara       | Catherine  | Kristy Joe | Aubry      |            |            |            |            |            |             |             |             |
| 11 | Jackye      | Catherine  | Aubry      | Roxy       |            |            |            |            |            |            |             |             |             |
| 12 | Jessica     | Kristy Joe | Angelique  | Angelique  |            |            |            |            |            |            |             |             |             |
| 13 | Korei       | Niki       | Sara       |            |            |            |            |            |            |            |             |             |             |
| 14 | Kristy Joe  | Angelique  | Niki       |            |            |            |            |            |            |            |             |             |             |
| 15 | Megan       | Ambre      | Korie      |            |            |            |            |            |            |            |             |             |             |
| 16 | Missi       | Jackye     |            |            |            |            |            |            |            |            |             |             |             |
| 17 | Niki        | Ashley     |            |            |            |            |            |            |            |            |             |             |             |
| 18 | Peyton      | Missi      |            |            |            |            |            |            |            |            |             |             |             |
| 19 | Roxy        | Erin       |            |            |            |            |            |            |            |            |             |             |             |
| 20 | Sara        | Courtney   |            |            |            |            |            |            |            |            |             |             |             |

     La concursante ganó la competencia y se puso a cachar con Bret!
     La concursante ganó una cita en grupo
     La concursante ganó una cita individual
     La concursante fue eliminada
     La concursante ganó una cita, pero fue eliminada
     La concursante ganó una cita, pero dejó voluntariamente la competencia
     La concursante fue llamada de primeras, pero fue eliminada
     La concursante no recibió pase, pero siguió el la competencia
     La concursante ganó una cita, no recibió pase, pero siguió en la competencia
     La concursante no asistió a la ceremonia de eliminación, por ello salió de la casa
     La concursante abandonó voluntariamente la competencia